# 南日俊夫

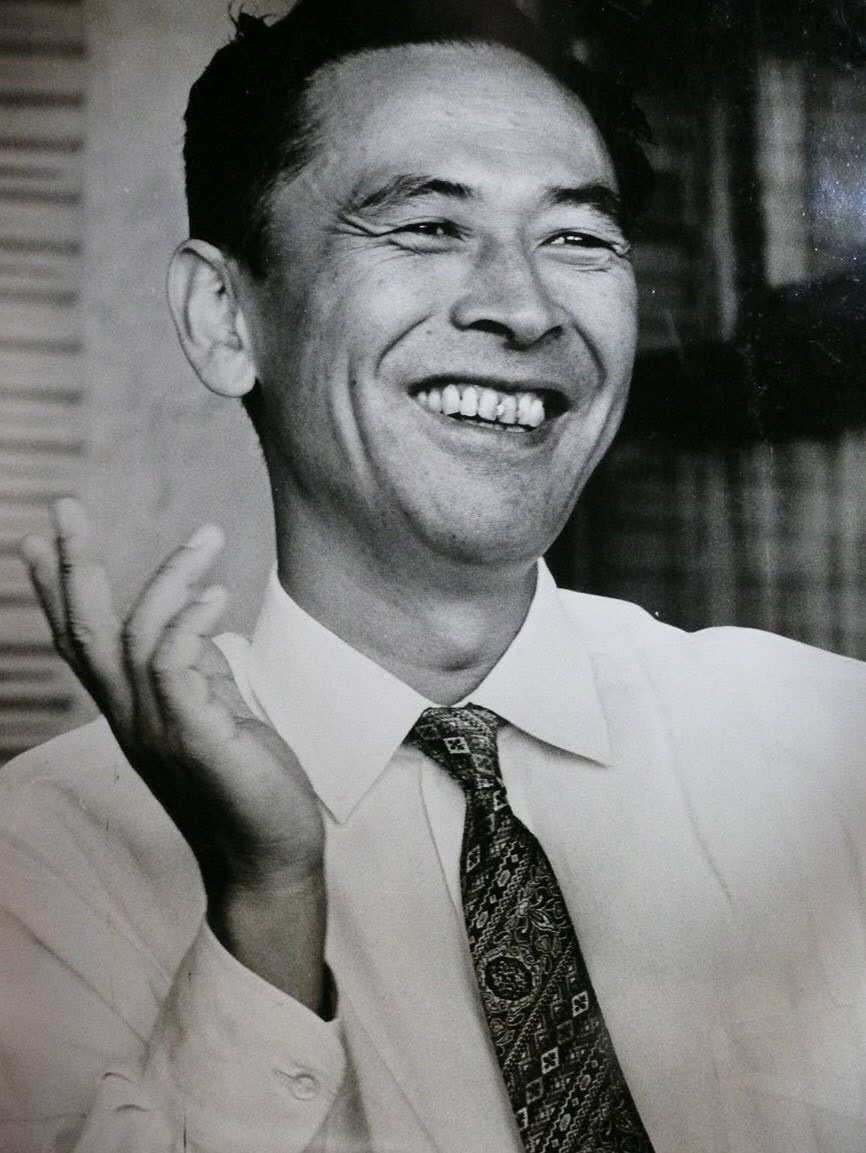
南日俊夫

南日俊夫（なんにち としお、1921年 - 2010年3月17日）は、海洋物理学者。

## 生涯
「南日三兄弟」と称される南日恒太郎、とし子の10番目の子として生まれる。父を海難事故で失った事をきっかけに海洋学に進み、日本海洋学会の創立に加わった。
橋北中学校水難事件（1955年）の裁判では、学識経験者として、沿岸流（ロングショアカレント）説を陳述した。

## 家族
父に英文学者の南日恒太郎、兄弟には、南日凱夫（英文学者）、桜井志郎（参議院議員）がいる。自身は妻昌子との間に一男二女を設けた。

## 経歴
- 気象庁気象研究所海洋研究部長
- 広島地方気象台長（1972年－？年）
- 日本海洋学会会長（1979年－1982年）
- 東京商船大学教授

## 著書
『海の物理学』紀伊国屋新書 、1963年